# Sonstige Verbunde
Als Sonstige Verbunde werden gebrauchte, restentleerte, systemverträgliche Verkaufsverpackungen aus Verbundmaterialien auf PPK-Basis, das heißt Papier-Pappe-Karton zur Verpackung von festen Produkten, wie zum Beispiel Tiefkühl- und Schaumkusskartons inklusive Nebenbestandteilen wie Etiketten verstanden.